# Shani Andras
Shani Andras es un personaje de la serie de animé Gundam Seed. Su voz es interpretada por Shunichi Miyamoto en la versión japonesa, y por Richard Ian Cox en el doblaje al inglés.
Shani Andras, junto a Orga Sabnak y Clotho Buer es una de las tres "CPU Biológicas" asignadas para operar los nuevos Gundam mobile suits de la Alianza Terrestre. Al igual que sus camaradas, sus datos personales fueron borrados de los registros militares. Antes de entrar a una batalla, Shani ingiere una droga especial para aumentar su rendimiento, conocida como Gamma Glipheptin; si él no ingiere esta droga por un periodo extenso, sufre extremos síntomas del síndrome de abstinencia. Mientras pilotea su GAT-X252 Forbidden, el antisocial Shani prefiere luchar solo, sin que sus compañeros de equipo interfieran, y entre misiones él se pone sus audífonos y se aísla del mundo exterior al escuchar música.
Shani fue asesinado por Yzak Joule durante la Segunda Batalla de Jachin Due, cuando su GAT-X252 Forbidden fue destruido por el GAT-X102 Duel de Yzak.

## Trivia
- El nombre de pila del personaje es igual al del dios Shani (Saturno, uno de los navagraja [‘nueve astros’] en la astrología hindú. Su apellido es igual al del demonio Andras.
- El cabello de Shani, el cual usualmente cubre el lado izquierdo de su cara, encubre el hecho de que sus ojos son de distintos colores.
- La Fase-44 muestra que Shani es el más mentalmente inestable de los tres extendidos, al disparar constantemente a Athrun y Kira a pesar de sus órdenes de retirada; incluso va tan lejos que ataca a sus propios compañeros en el proceso.